# Chàng ngốc
Chàng ngốc hoặc Gã khờ (tiếng Nga: Идио́т) là một cuốn tiểu thuyết của thế kỷ 19, tác giả là đại văn hào Nga, Fyodor Dostoevsky. Tác phẩm xuất bản lần đầu là các bài đăng trên của tạp chí Người đưa tin trong hai năm 1868-9.
Tiêu đề tác phẩm là tên gọi mỉa mai cho nhân vật trung tâm của tiểu thuyết, hoàng thân (Knyaz) Lev Nikolayevich Myshkin, một chàng trai trẻ tốt bụng, rộng lòng, đơn giản và thật thà đến nỗi rất nhiều nhân vật chàng gặp đã cho rằng hoàng thân là thiếu trí tuệ và kém sáng suốt. Trong nhân vật hoàng thân Myshkin, Dostoevsky tự đặt mình nhiệm vụ là khắc họa "một người đẹp trai và tốt bụng, theo một cách tích cực"  Cuốn tiểu thuyết là một chuỗi các sự kiện khi đặt một cá nhân độc đáo như vậy vào trung tâm của các cuộc xung đột, những ham muốn và đam mê cùng với chủ nghĩa vị kỉ (egoism) của xã hội, cả cho chính chàng và cho những người mà hoàng thân gặp. Kết quả, theo nhà triết học A.C. Grayling, đây là "một trong những cuốn sách gắt gao nhất, hấp dẫn và đáng chú ý nhất từng được viết, và không cần phải hỏi, là một trong những cuốn sách vĩ đại nhất"

## Nhân vật

### Nhân vật chính
Hoàng thân Myshkin, nhân vật trung tâm của tiểu thuyết, là một chàng trai trẻ, trở về Nga sau một thời gian dài ra nước ngoài, nơi mà chàng đi điều trị bệnh động kinh. Mặc dù chịu những ảnh hưởng kéo dài của căn bệnh, kết hợp với vẻ ngây thơ và thiếu kinh nghiệm xã hội, và đôi khi thấp thoáng ấn tượng qua về trí tuệ không bình thường, trên thực tế, anh rất thông minh và có sự tự nhận thức, và trực giác, cảm thông và không phán xét trong quan hệ của mình với những người khác.
Nastasya Filipovna, nhân vật nữ chính của chuyện là một cô gái với vẻ đẹp "có thể đảo lộn thế giới" và thông minh, nhưng cũng là một hình mẫu đáng sợ cho các nhân vật khác. Sinh ra trong gia đình cao quý nhưng mồ côi lúc 7 tuổi, cô bị biến thành một kiểu nô lệ tình dục cho người giám hộ, Totsky. Sự ngây thơ bị phá hỏng cùng với nhận thức xã hội về sự ô nhục tạo ra một cá tính mạnh mẽ và đầy cảm xúc. Cô bị giằng xé giữa lòng tốt của Myshkin và tình yêu đến ám ảnh của Rogozhin với cô.
Rogozhin, một người vừa được thừa hưởng gia tài kếch xù từ của người bố thương gia của mình. Ông yêu mãnh liệt Nastasya Filipovna, và bất cẩn từ bỏ chính mình để theo đuổi cô ấy. Ông thích và tin tưởng chàng hoàng thân một cách tự nhiên ngay khi họ gặp nhau lần đầu, nhưng sau đó lại nuôi hận thù với chàng do ghen tuông. Đây là nhân vật đại diện cho đam mê, tình yêu bản năng, trái ngược hoàn toàn với Myshkin với tình yêu dựa trên lòng từ bi.
Aglaya Ivanovna là con gái út xinh đẹp rạng ngời trong gia đình thượng lưu của tướng Epanchin và vợ ông Lizaveta Prokofyevna. Hoàng thân Myshkin cũng là họ hàng xa với Lizaveta. Cô có lòng kiêu hãnh, tính chỉ huy và thiếu kiên nhẫn, nhưng cũng hài hước, hay cười và ngây thơ, và hoàng thân đặc biệt tìm đến cô sau bóng tối ác mộng của quãng thời gian sống với Nastasya Filipovna và Rogozhin.

### Nhân vật khác
- Tướng Ivan Fyódorovich Yepanchín
- Elizavéta (Lizavéta) Prokófyevna
- Aleksándra Ivánovna
- Adelaída Ivánovna
- Tướng Ardalión Aleksándrovich Ivolgin
- Nína Aleksándrovna
- Gavríla Ardaliónovich (Gánya, Gánechka, Gánka)
- Varvára Ardaliónovna
- Lukyán Timoféyevich Lébedev
- Véra Lukyánovna
- Ippolít Teréntyev
- Ivan Petróvich Ptítisyn
- Evgény Pávlovich Radómsky
- Hoàng thân Shch. (hay Prince. S)
- Afanásy Ivánovich Tótsky
- Ferdýshchenko
- Trung úy, về hưu. Keller
- Antíp Burdóvsky

## Câu trích nổi tiếng
"...cái đẹp cứu rỗi thế giới" - Hoàng thân Myshkin
"Một sức mạnh phi thường!...Đẹp như thế này thì chẳng là một sức mạnh đấy thôi, đây chính là sắc đẹp có thể làm đảo lộn thế giới" - Adelaia khi nhìn chân dung Nastasya